# Mátéfi Eszter
Mátéfi Eszter (László Eszter; Mezőbánd, 1966. február 14. –) romániai születésű olimpiai bronz- és világbajnoki ezüstérmes magyar kézilabdázó, edző. Az 1996. évi nyári olimpiai játékokon a bronzérmes magyar női válogatott tagja volt. 130 alkalommal játszott a román, 58 alkalommal a magyar válogatott színeiben.

## Pályája
Marosvásárhelyen kezdte pályafutását a Mureșul Târgu-Mureș csapatában. Tizenöt évesen játszott a felnőtt első osztályú bajnokságban. Román bajnok, kétszeres kupagyőztes, 1985-től 1991-ig százharminc alkalommal szerepelt a román válogatottban, csapatkapitány. Csapatával az 1986-os hollandiai világbajnokságon ötödik, az 1993-as világbajnokságon negyedik helyezett lett. Miután marosvásárhelyi anyaegyesülete megszűnt, 1992 januárjában a Debreceni Vasutashoz igazolt, 1993 nyarától a Rába ETO csapatkapitánya volt. Csapatai: Debreceni Vasutas (1992–1993), Győri ETO (1993–1997), Dunaferr (1997–1999).
1995-ben megkapta a magyar állampolgárságot. Tagja volt az osztrák–magyar világbajnokságon ezüstérmes, valamint az 1996-os atlantai olimpián harmadik helyezett magyar válogatottnak (mind az öt meccsen játszott, 35 gólt szerzett). 1997 őszén lemondta az Európa-bajnoki szereplést, a Dunaferr Sport Egyesülethez igazolt át. A válogatottban 1998 tavaszán szerepelt utoljára. 1998-ban az EHF-kupa, 1999-ben a Bajnokok Ligája győztese lett. 1999-ben vonult vissza a versenyzéstől.
Visszavonulása után a dunaújvárosi serdülők szakvezetője, majd 2000 nyarától a felnőtt csapat segédedzője. 2003-tól az ifjúsági, 2005-től a női junior válogatott edzője lett. 2009. július 22-én kinevezték a magyar női kézilabda-válogatott szövetségi kapitányává, 2011. június 12-én azonban a Németország válogatottjával szemben sikertelenül megvívott világbajnoki selejtező miatt lemondott tisztségéről. 2011 novemberében a Dunaújvárosi Kézilabda Akadémia vezetőedzőjévé nevezték ki. Ezt a feladatát 2015 októberéig látta el. 2016 nyarától 2018 januárjáig az élvonalbeli Kisvárdai KC vezetőedzője volt. 2019 januárjától a Dunaújvárosi Kohász Kézilabda Akadémia szakmai igazgatóhelyettese, később szakmai igazgatója lett. Ezt a  posztját 2020 áprilisáig töltötte be. 2021 februárjában a Békéscsabai Előre NKSE szakmai igazgatója lett.

## Díjai, elismerései
- Magyar Köztársasági Ezüst Érdemkereszt (1996)
- Az év magyar kézilabdázója (1996)